# اسنیژنه
اسنیژنه (به اوکراینی: Сніжне́) شهری در استان دونتسک در کشور اوکراین واقع شده‌است. جمعیت این شهر ۴۵,۹۶۶ نفر (۲۰۲۱ تخمینی) است.

## نگارخانه

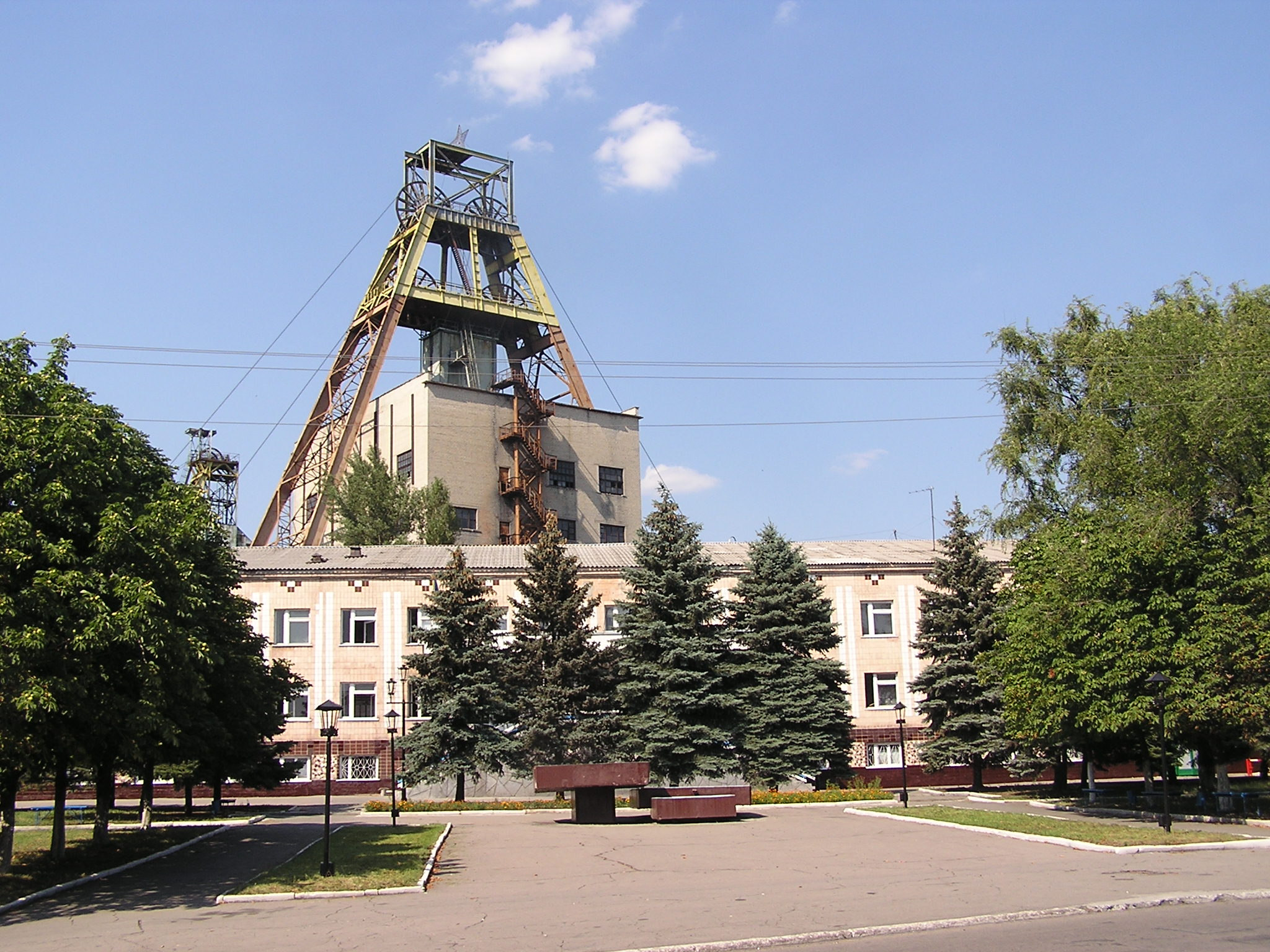
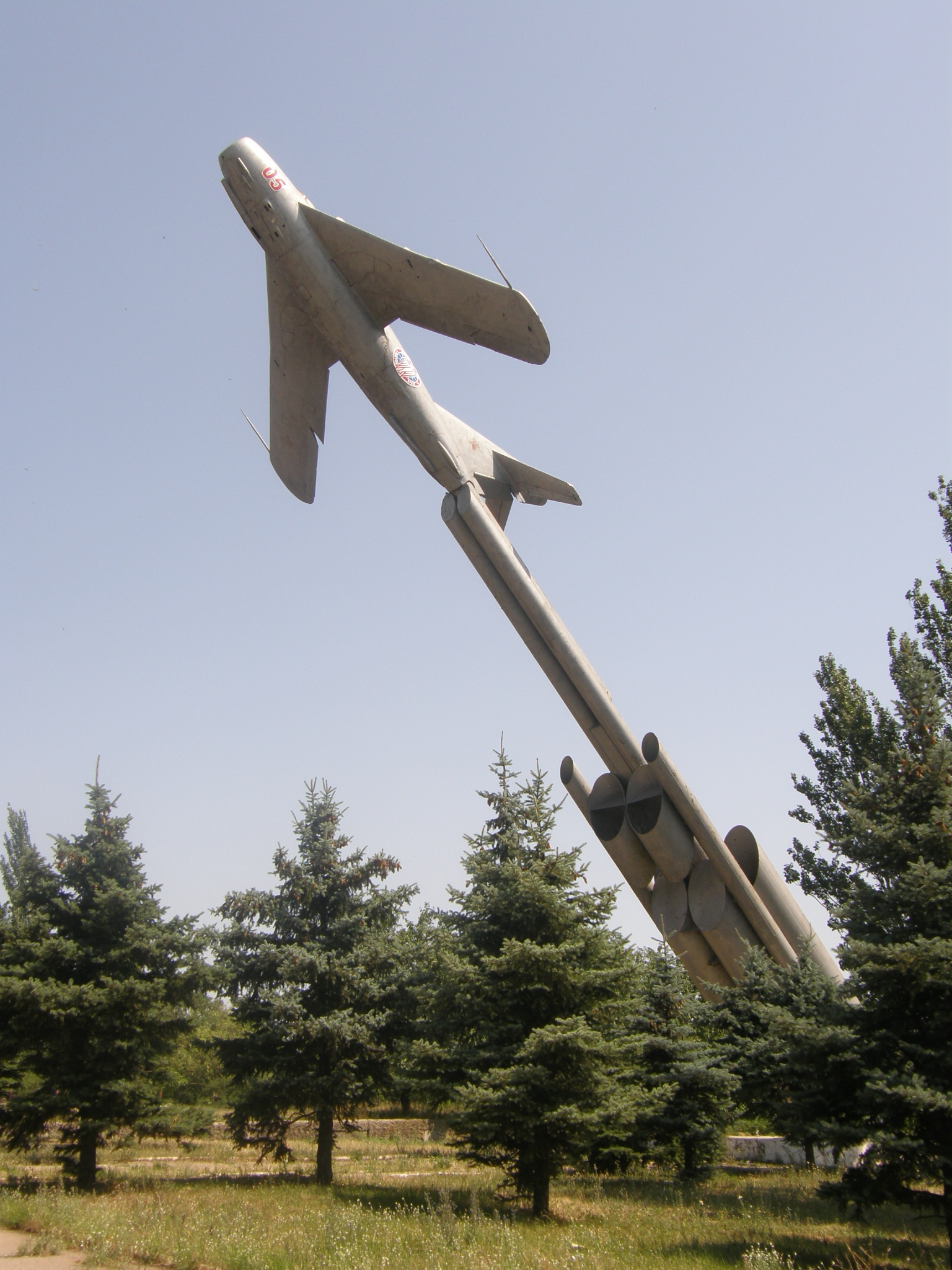
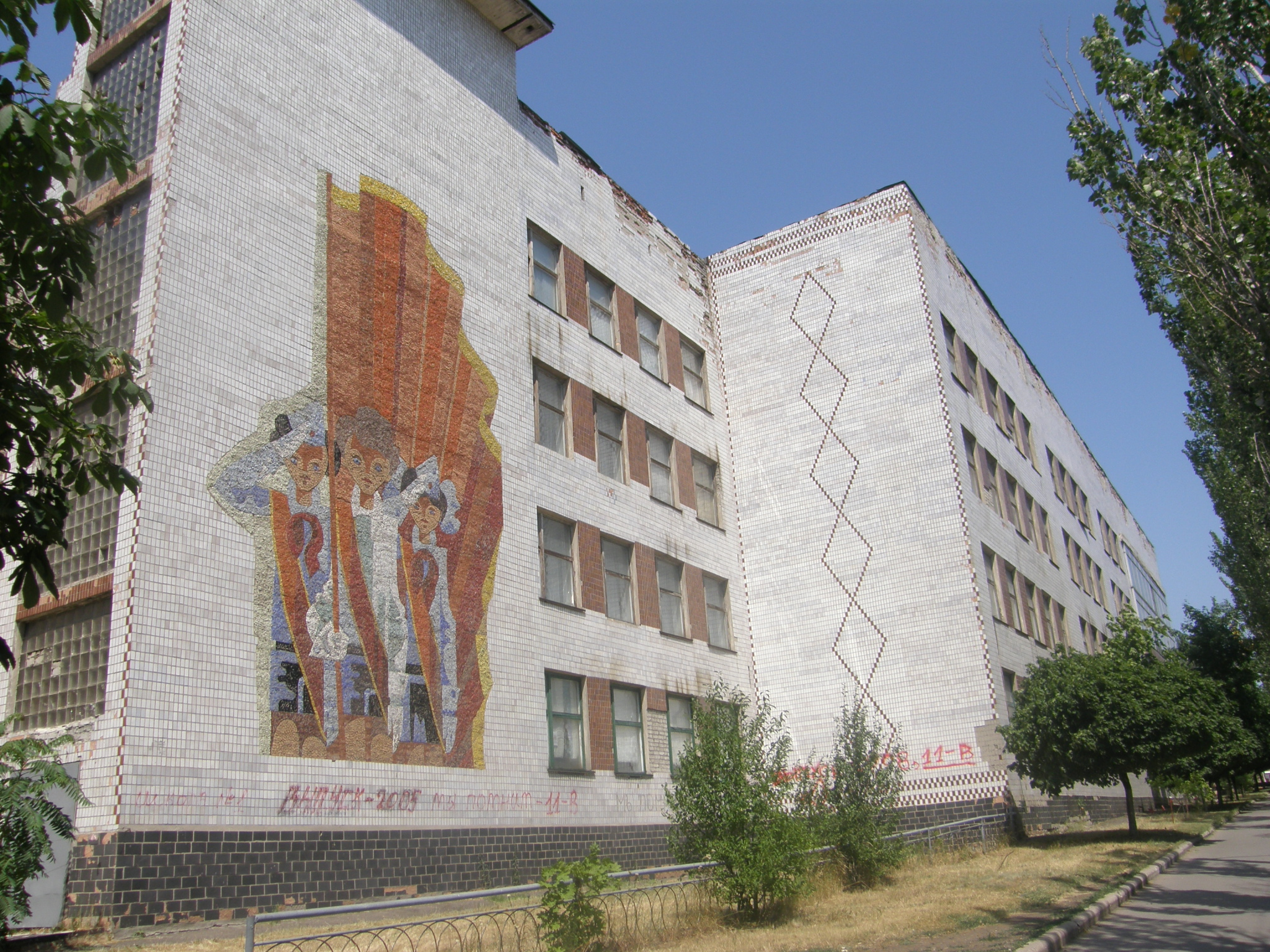
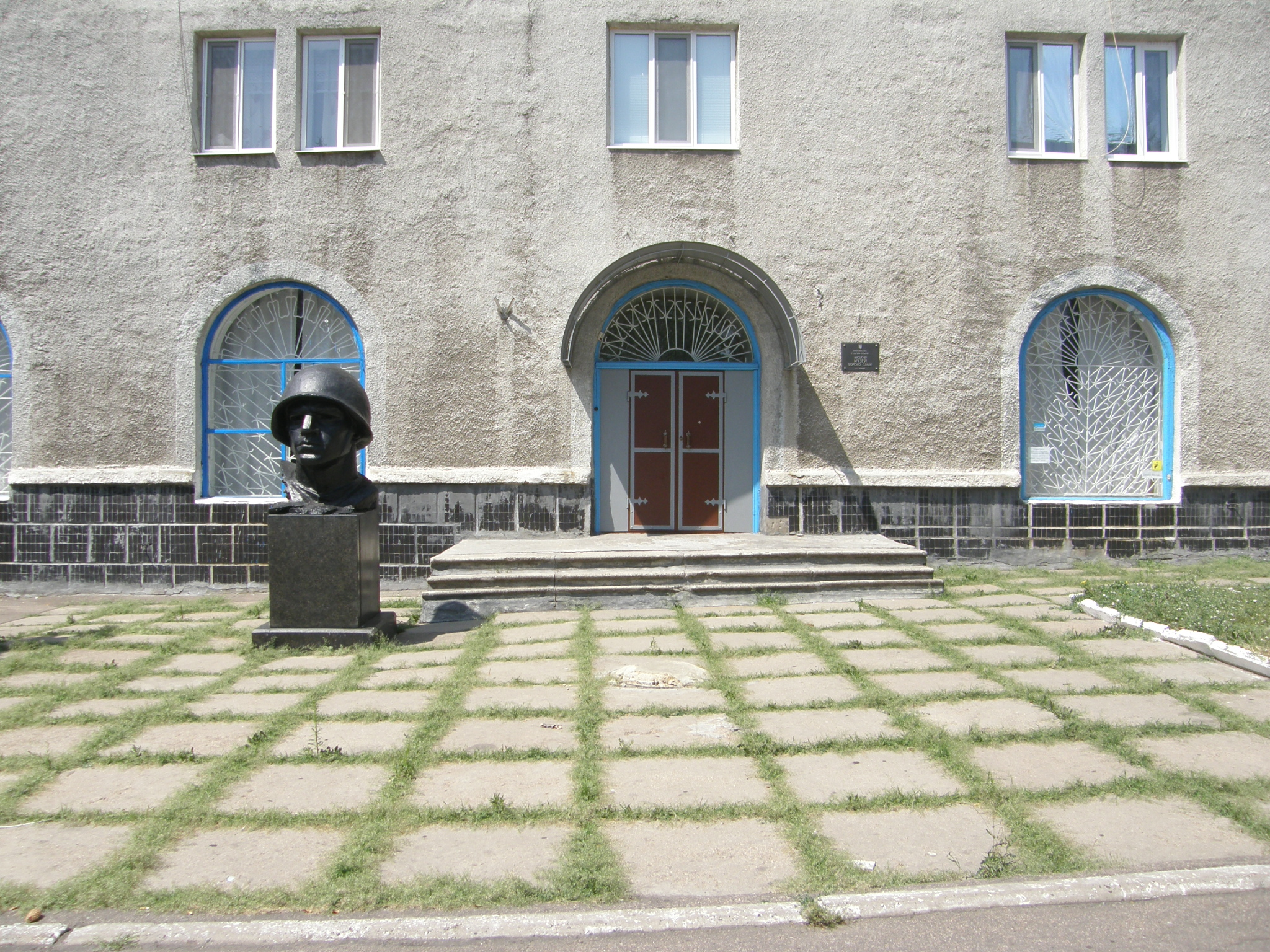
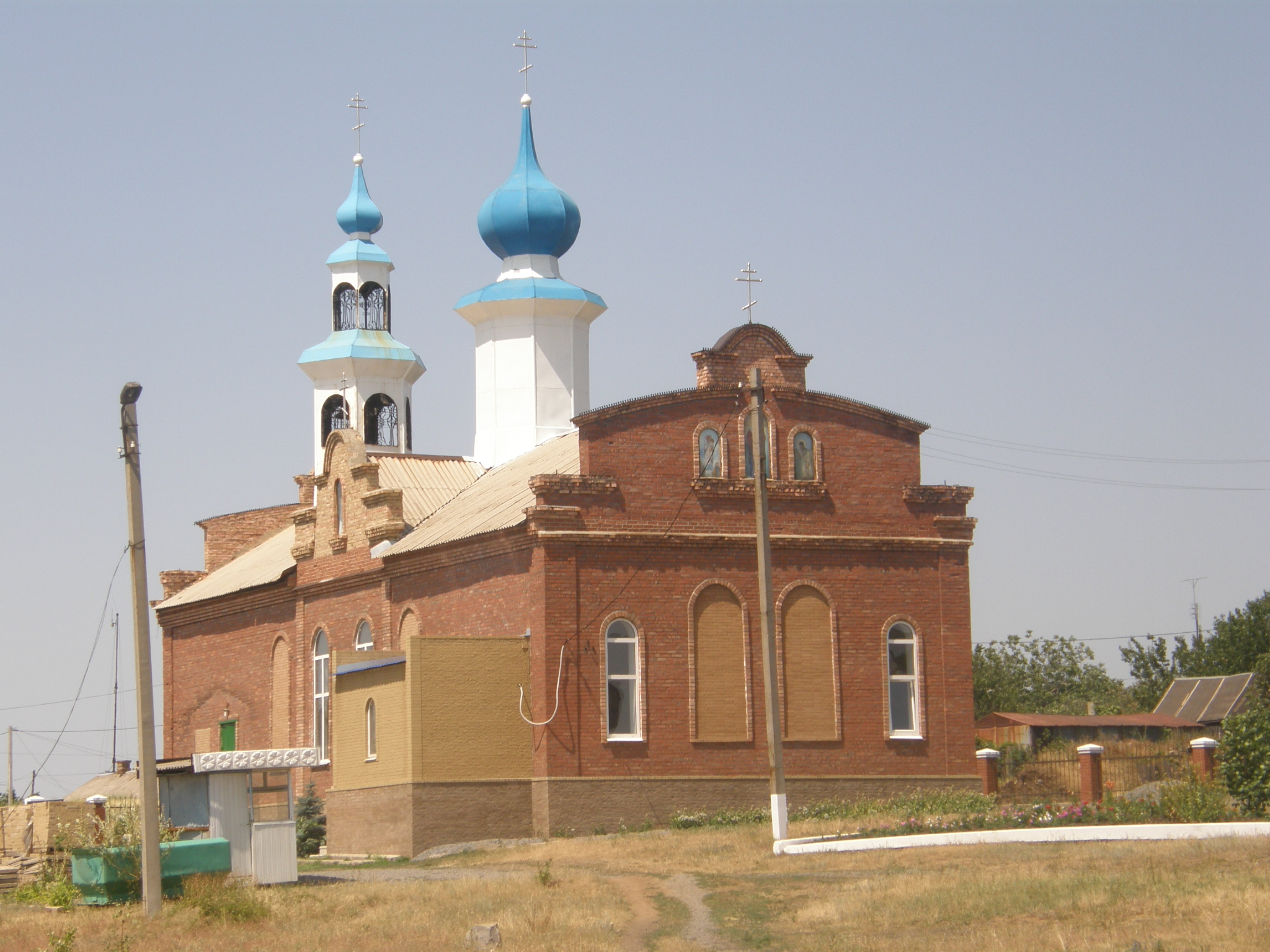
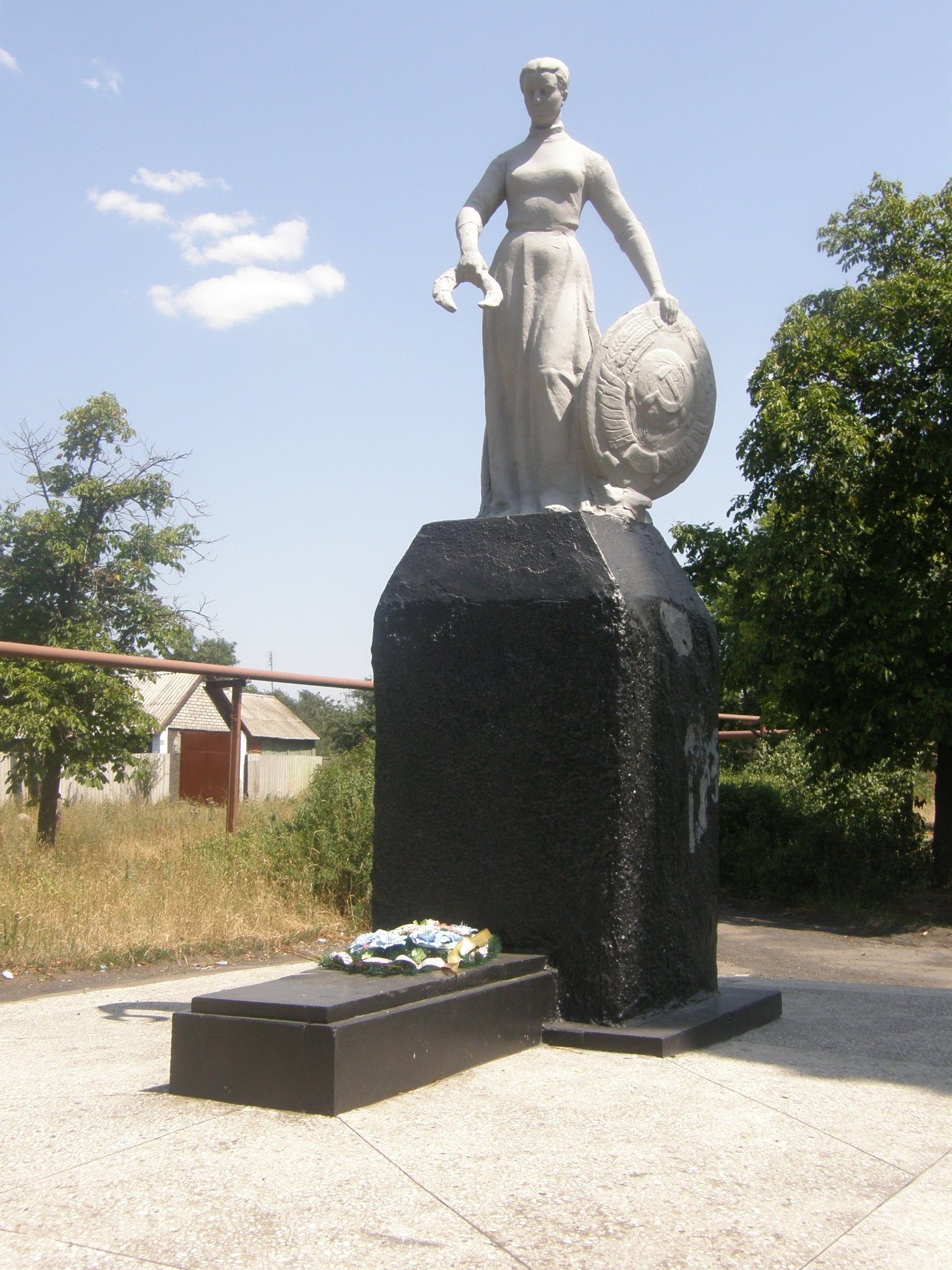
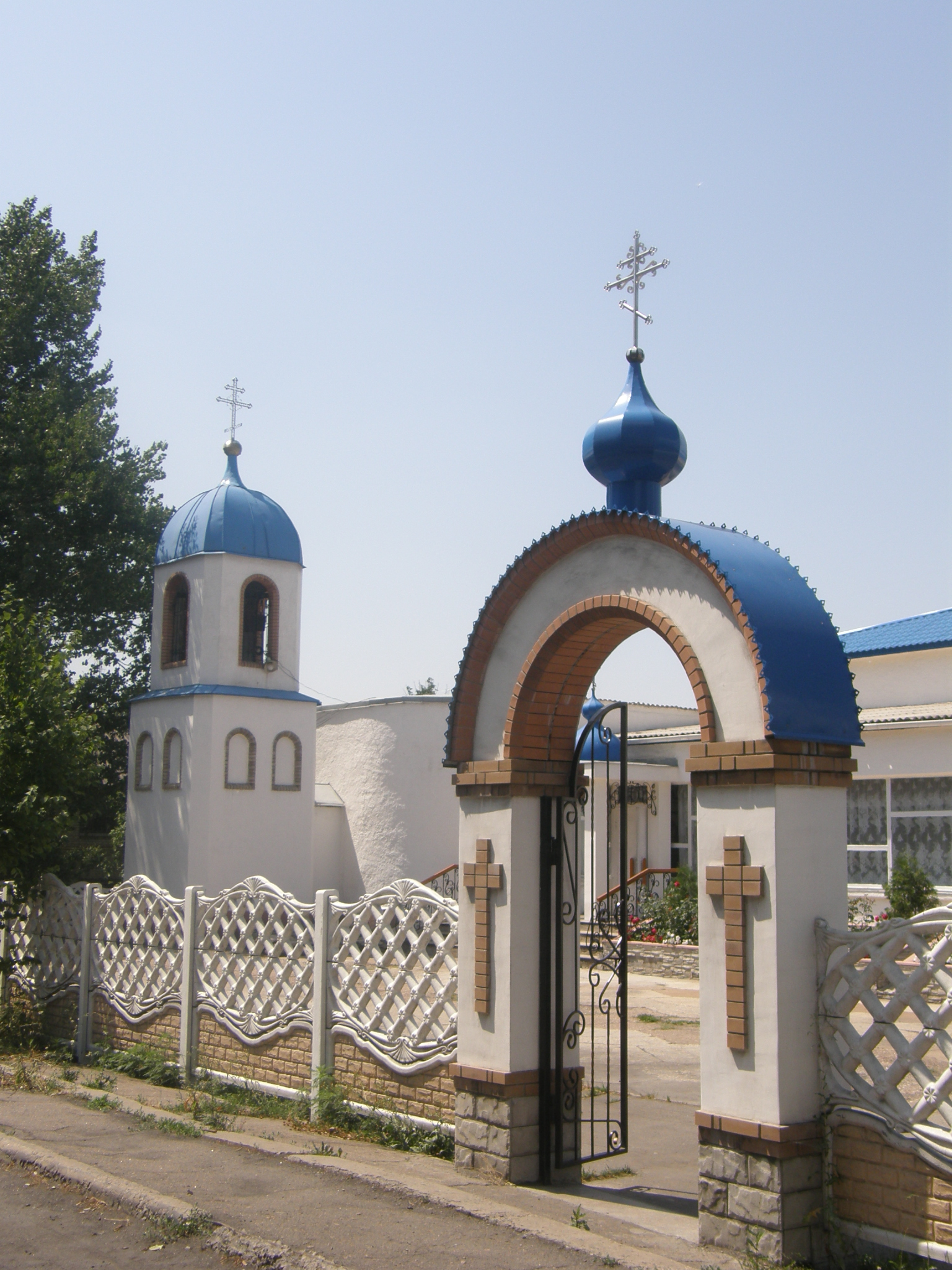
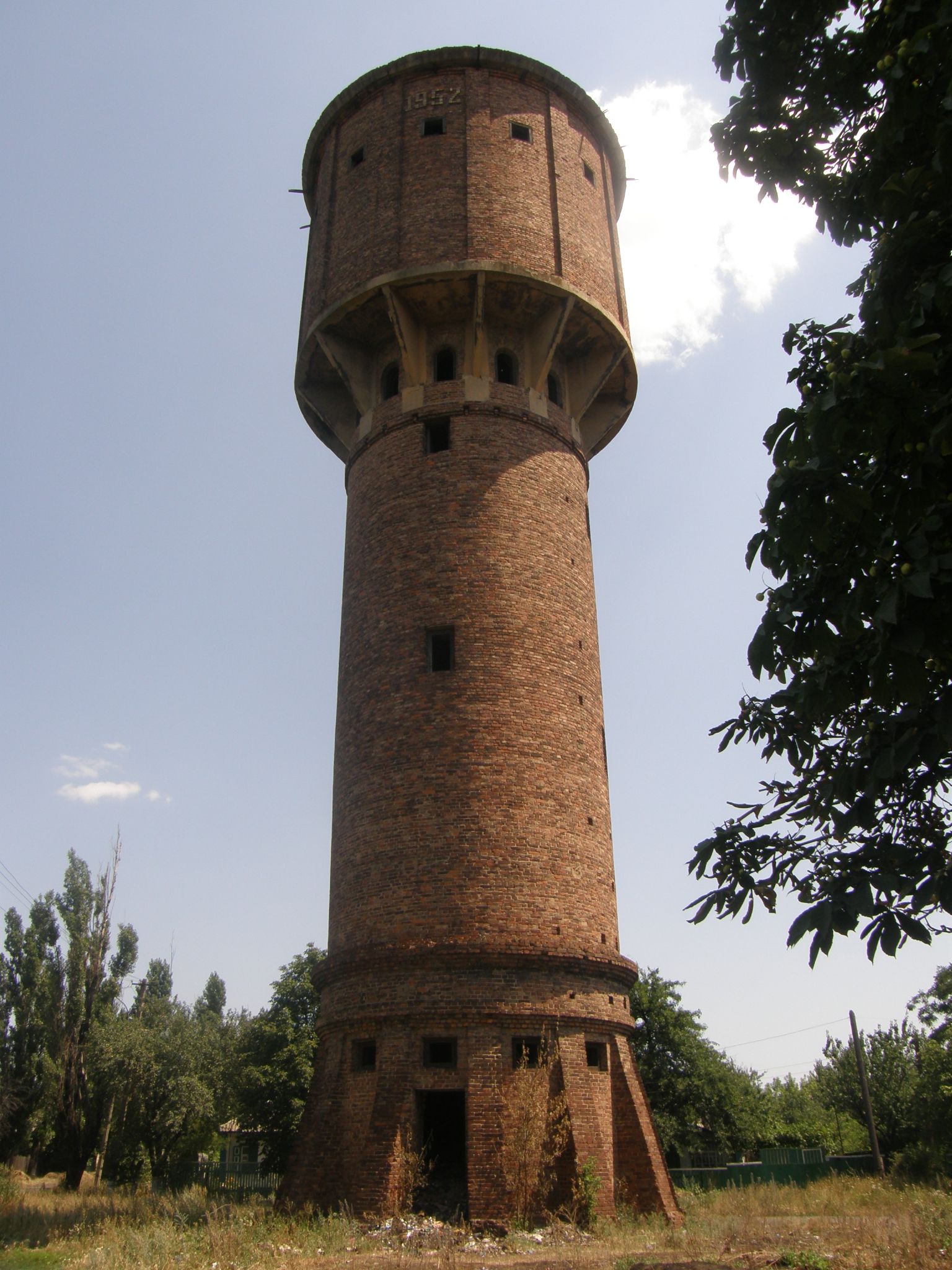
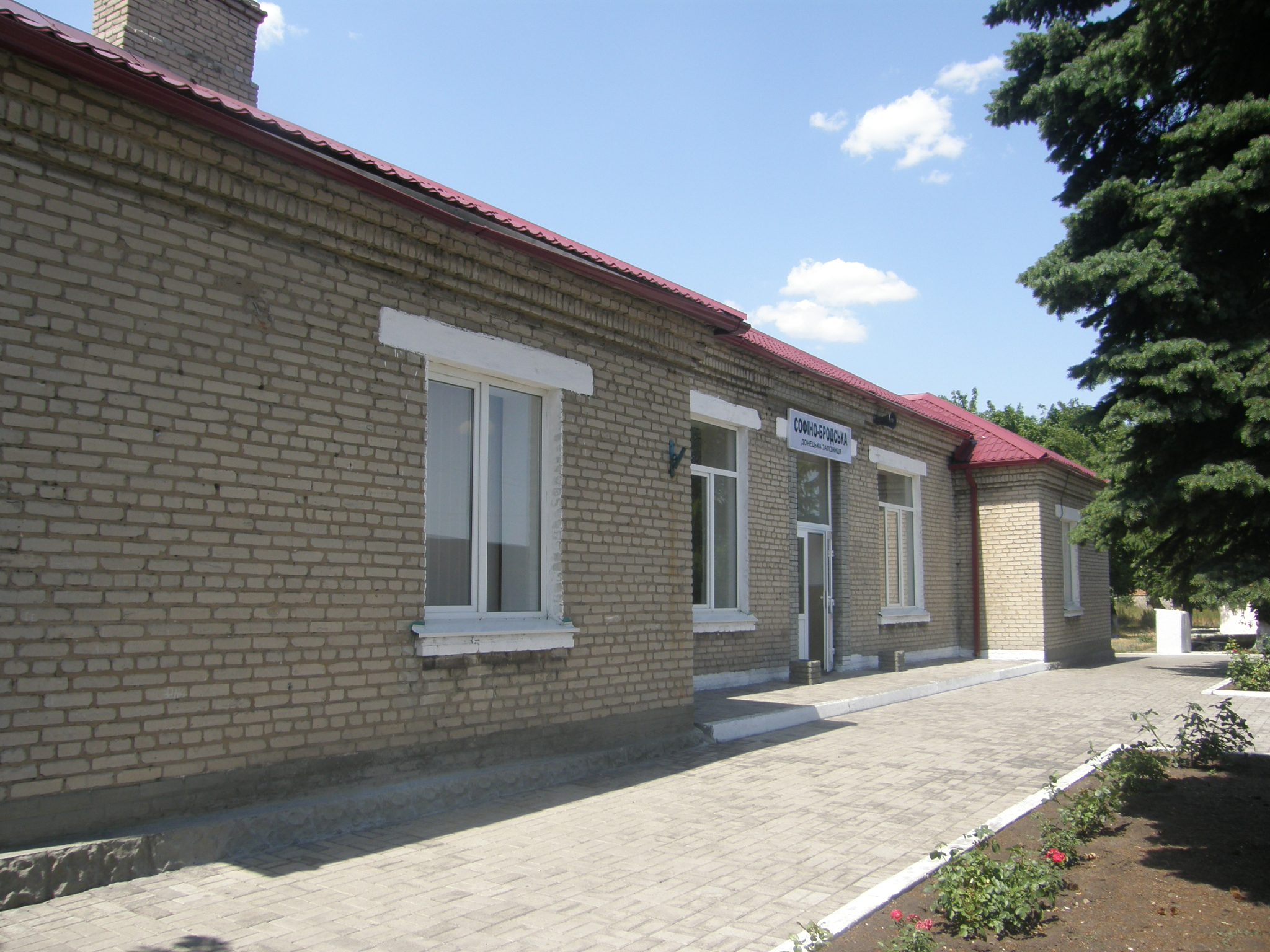
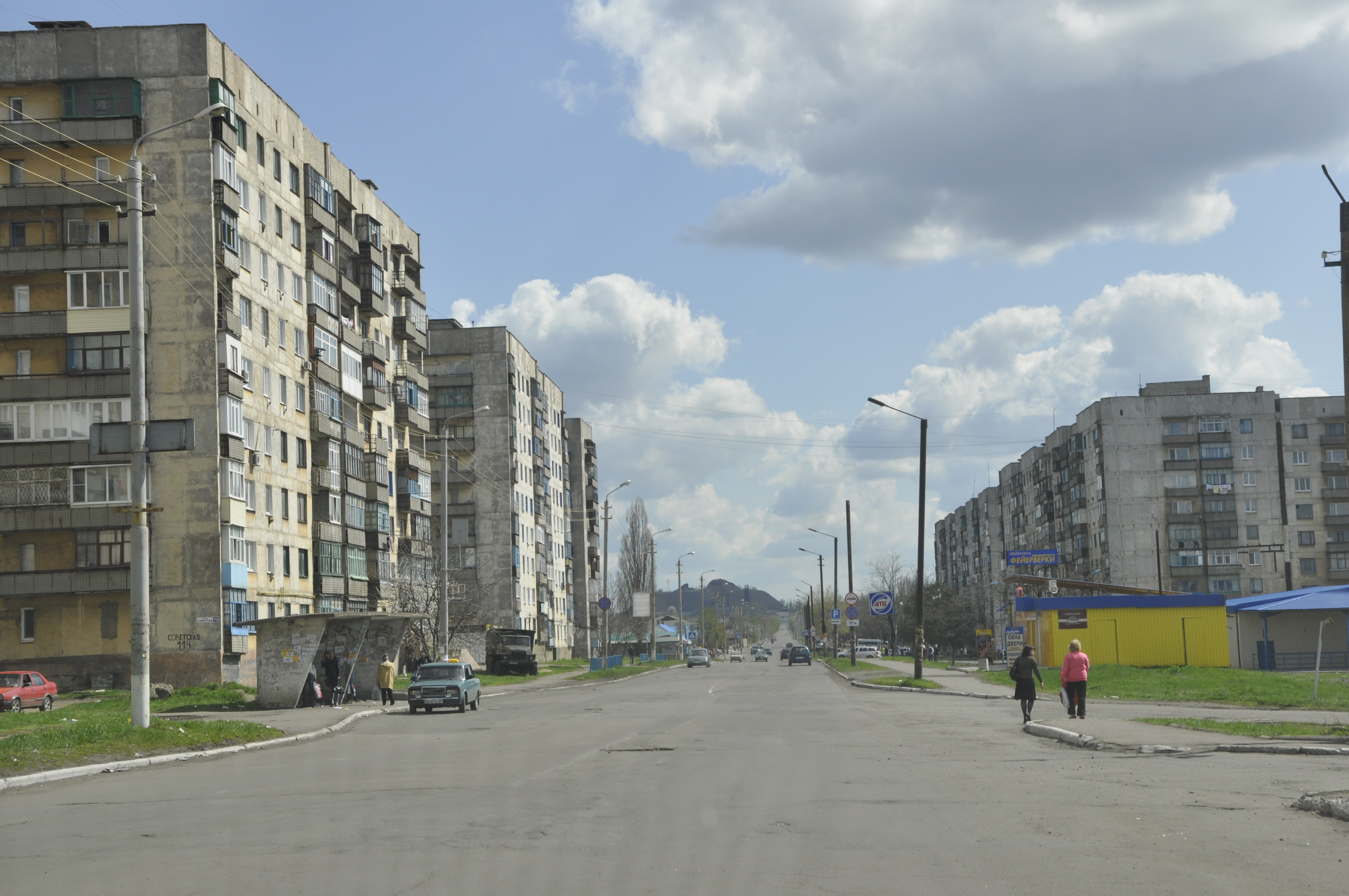